# Utah Jazz 1999-2000
La stagione 1999-2000 degli Utah Jazz fu la 26ª nella NBA per la franchigia.
Gli Utah Jazz vinsero la Midwest Division della Western Conference con un record di 55-27. Nei play-off vinsero il primo turno con i Seattle SuperSonics (3-2), perdendo poi la semifinale di conference con i Portland Trail Blazers (4-1).

## Roster
| N° | Naz.                   | Ruolo | Sportivo       | Anno | Alt. | Peso |
| -- | ---------------------- | ----- | -------------- | ---- | ---- | ---- |
| 0  | Haiti (bandiera)       | AC    | Olden Polynice | 1964 | 211  | 100  |
| 3  | Stati Uniti (bandiera) | A     | Bryon Russell  | 1970 | 201  | 102  |
| 5  | Stati Uniti (bandiera) | AC    | Armen Gilliam  | 1964 | 206  | 104  |
| 10 | Stati Uniti (bandiera) | G     | Howard Eisley  | 1972 | 188  | 80   |
| 11 | Stati Uniti (bandiera) | G     | Jacque Vaughn  | 1975 | 185  | 86   |
| 12 | Stati Uniti (bandiera) | G     | John Stockton  | 1962 | 185  | 77   |
| 14 | Stati Uniti (bandiera) | G     | Jeff Hornacek  | 1963 | 191  | 86   |
| 20 | Stati Uniti (bandiera) | A     | Quincy Lewis   | 1977 | 201  | 98   |
| 23 | Stati Uniti (bandiera) | AC    | Pete Chilcutt  | 1968 | 208  | 104  |
| 31 | Stati Uniti (bandiera) | A     | Adam Keefe     | 1970 | 206  | 104  |
| 32 | Stati Uniti (bandiera) | A     | Karl Malone    | 1963 | 206  | 113  |
| 34 | Stati Uniti (bandiera) | A     | Scott Padgett  | 1976 | 206  | 109  |
| 39 | Stati Uniti (bandiera) | C     | Greg Ostertag  | 1973 | 218  | 127  |

## Staff tecnico
- Allenatore: Jerry Sloan
- Vice-allenatori: Phil Johnson, Gordon Chiesa, David Fredman, Kenny Natt
- Vice-allenatore per lo sviluppo dei giocatori: Mark McKown